# قیس خزعلی
قیس خزعلی ظبی (به عربی: قیس الخزعلي)؛ (زاده ۲۰ ژوئن ۱۹۷۴) سیاست‌مدار اهل عراق و دبیرکل گروه عصائب اهل حق است.
قیس خزعلی ظبی در ایام حضور آمریکا در عراق به عنوان سخنگوی جریان صدر در مبارزه با نیروهای آمریکایی ایفای نقش می‌کرد. وی همچنین مدتی را در زندان‌های ارتش آمریکا در عراق گذرانده‌است. قیس خزعلی پس از آزادی از اسارت، مقاومت اسلامی عراق تحت عنوان عصائب اهل الحق را تشکیل داد.

## حمله به سفارت آمریکا
وزارت خزانه‌داری ایالات متحده آمریکا قیس خزعلی از رهبران شبه نظامی مورد حمایت ایران را به اتهام کشتن مردم بی‌گناه عراق در اعتراضات اخیر، تحریم کرد. به گزارش رویترز وی در سازمان‌دهی حمله به سفارت آمریکا در بغداد نقش داشته است. در این گزارش آمده که وی رهبر گروه عصائب اهل حق است که از سوی جمهوری اسلامی ایران حمایت می‌شود.